# Stephanie Clutterbuck
Stephanie Clutterbuck (* 18. Mai 1994) ist eine britische Triathletin und Ironman-Siegerin (2021).

## Werdegang
Stephanie Clutterbuck ist seit 2019 im Triathlon aktiv, nachdem sie zuvor im Schwimm- und Rudersport aktiv war.
Im Oktober 2021 gewann sie den Ironman Portugal (3,86 km Schwimmen, 180,2 km Radfahren und 42,195 km Laufen).
2023 gewann sie im August die Ironman 70.3 World Championships in der Altersklasse 25–29.
Seit 2024 startet sie als Profi-Athletin und im Juli wurde die 30-Jährige Neunte im Ironman Vitoria-Gasteiz. Sie trug sich damit ein in die Bestenliste britischer Triathletinnen auf der Ironman-Distanz.

## Sportliche Erfolge
| Datum/Jahr    | Rang | Wettbewerb                               | Austragungsort | Zeit     | Bemerkung                             |
| ------------- | ---- | ---------------------------------------- | -------------- | -------- | ------------------------------------- |
| 26. Aug. 2023 | 1    | Ironman 70.3 World Championship AG 25–29 | Lahti          | 04:27:11 | Ironman 70.3 World Championships 2023 |
| 11. Juni 2023 | 1    | Ironman 70.3 Staffordshire               | Staffordshire  | 04:37:25 | [ 2 ]                                 |

| Datum/Jahr    | Rang | Wettbewerb              | Austragungsort          | Zeit     | Bemerkung                                                                                             |
| ------------- | ---- | ----------------------- | ----------------------- | -------- | --- |
| 29. Sep. 2024 | 2    | Ironman Chattanooga     | Chattanooga (Tennessee) | 07:20:45 | ohne das Schwimmen wegen Starkregens                                                                  |
| 14. Juli 2024 | 9    | Ironman Vitoria-Gasteiz | Vitoria-Gasteiz         | 08:56:46 | |
| 14. Okt. 2023 | 140  | Ironman Hawaii          | Hawaii                  | 10:25:15 | fünftschnellste Schwimmerin bei den Ironman World Championships (52:37 min); 19. Rang in der AG 25–29 |
| 18. Juli 2023 | 4    | Ironman Vitoria-Gasteiz | Vitoria-Gasteiz         | 09:11:23 | hinter Gurutze Frades                                                                                 |
| 23. Okt. 2021 | 1    | Ironman Portugal        | Cascais                 | 09:52:47 | |

| Datum/Jahr | Rang | Wettbewerb | Austragungsort | Zeit | Bemerkung |
| ---------- | ---- | ---------- | -------------- | ---- | --------- |

(DNF – Did Not Finish)